# Javier Campos Moreno
Javier Benito Campos Moreno (ur. 6 marca 1959 w Santiago) – chilijski szachista, arcymistrz od 2005 roku.

## Kariera szachowa
Od końca lat 70. XX wieku należy do czołówki chilijskich szachistów, dwukrotnie zdobywając tytuł indywidualnego mistrza kraju (1979, 1980) oraz czterokrotnie (1980, 1982, 1992, 1994) reprezentując barwy Chile na szachowych olimpiadach (w tym 2 razy na I szachownicy).
W 1988 r. zwyciężył w pierwszej edycji turnieju w León. W 1999 r. podzielił I m. (wspólnie z Jurijem Jakowiczem) w Terrassie. W 2002 r. zwyciężył w otwartym turnieju w Barcelonie, w 2005 podzielił II m. (za Olegiem Korniejewem, wspólnie z m.in. Wiktorem Moskalenko i George-Gabrielem Grigore) w kolejnym openie rozegranym w Sitges, natomiast na przełomie 2006 i 2007 r. podzielił II m. (za Mateuszem Bartlem, wspólnie z Azərem Mirzəyevem) w Gironie.
Najwyższy ranking w dotychczasowej karierze osiągnął 1 lipca 2001 r., z wynikiem 2524 punktów zajmował wówczas drugie miejsce wśród chilijskich szachistów.